# Il quartetto Basileus
Il quartetto Basileus is een Italiaanse dramafilm uit 1983 onder regie van Fabio Carpi.

## Verhaal
Een internationaal gerenommeerd strijkkwartet speelt al 30 jaar in dezelfde samenstelling, totdat op een dag de eerste violist overlijdt. Hij wordt vervangen door een nog jeugdige musicus, die de andere leden van het kwartet doet beseffen dat het leven buiten de concertzalen al die jaren aan hen voorbij is gegaan.

## Rolverdeling
| Acteur            | Personage      |
| ----------------- | -------------- |
| Héctor Alterio    | Alvaro         |
| Omero Antonutti   | Diego          |
| Pierre Malet      | Edo            |
| François Simon    | Oscar Guarneri |
| Michel Vitold     | Guglielmo      |
| Alain Cuny        | Finkel         |
| Gabriele Ferzetti | Mario Cantone  |
| Véronique Genest  | Sophia         |
| Lisa Kreuzer      | Lotte          |